# Raionul Cerkasî, Cerkasî
Cerkasî (în ucraineană Черкаський район, transliterat: Cerkaskîi raion) este un raion în regiunea Cerkasî, Ucraina. Are reședința la Cerkasî.
Are o suprafață de 6.882,1 km². Populația este de 602.600 locuitori, determinată în 2020.